# Santa Luzia (São Tomé)
Santa Luzia é uma aldeia de São Tomé e Príncipe, localiza-se ao Norte, no distrito da Lobata, ilha de São Tomé, próxima às localidades Guadalupe, Agostinho Neto e Vila Braga.